# Allen Boyd

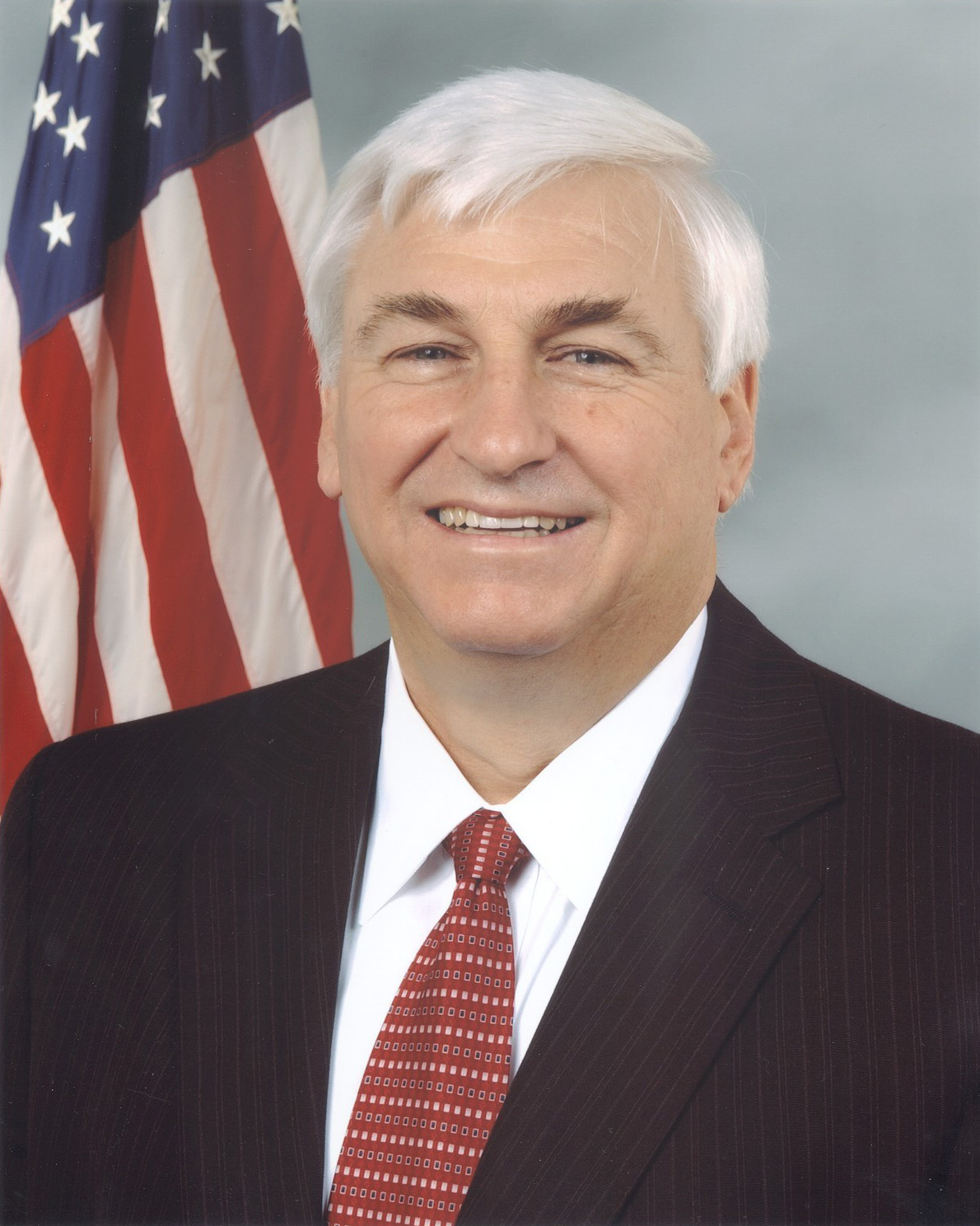
Allen Boyd

Fred Allen Boyd, Jr., född 6 juni 1945 i Valdosta, Georgia, är en amerikansk demokratisk politiker. Han representerade delstaten Floridas andra distrikt i USA:s representanthus 1997–2011. Han är en konservativ demokrat.
Boyd utexaminerades 1969 från Florida State University. Han deltog i Vietnamkriget i USA:s armé.
Kongressledamoten Pete Peterson kandiderade inte till omval i kongressvalet 1996. Boyd vann valet och efterträdde Peterson i representanthuset i januari 1997.
Boyd var medlem i försvarsutskottet (House Armed Services Committee). Han profilerade sig som en stark anhängare av Irakkriget.